# Zappo Zap
Gli Zappo Zap sono stati una popolazione Songye, di etnia bantu, presenti nella regione del Kasai, nella moderna Repubblica Democratica del Congo. Sono noti per la loro militanza al fianco dei colonizzatori belgi dello Stato Libero del Congo, cui fornivano avorio, gomma e schiavi di altre popolazioni locali, come i Kuba. La strana alleanza ebbe termine nel 1899, quando l'amministrazione coloniale belga li cacciò dai loro possedimenti.